# Álvaro Cámara Rey
Álvaro Cámara Rey (Fuenlabrada, Comunitat de Madrid, Espanya, 9 de juliol del 1978) és un exfutbolista espanyol. Jugava a la posició de migcampista.

## Trajectòria futbolística
Álvaro Cámara es va formar al planter del Reial Madrid, Getafe CF i CF Fuenlabrada. Després de passar per diversos clubs de Segona B i Segona, va aterrar a l'Hèrcules CF en el mercat d'hivern de la temporada 2003/04, club on obtindria els seus millors anys com a futbolista. En la temporada 2004/05 Cámara va ratllar a un nivell espectacular on va esdevenir el jugador més determinant de la promoció d'ascens a Segona amb gols claus a l'AD Ceuta i RSD Alcalá. Després l'ascens va jugar 4 temporades a Segona divisió amb l'Hèrcules CF i l'Albacete Balompié. La temporada 2009-10 també va ser un jugador important en el retorn del Granada CF a Segona divisió 22 anys després.